# Verna Fields

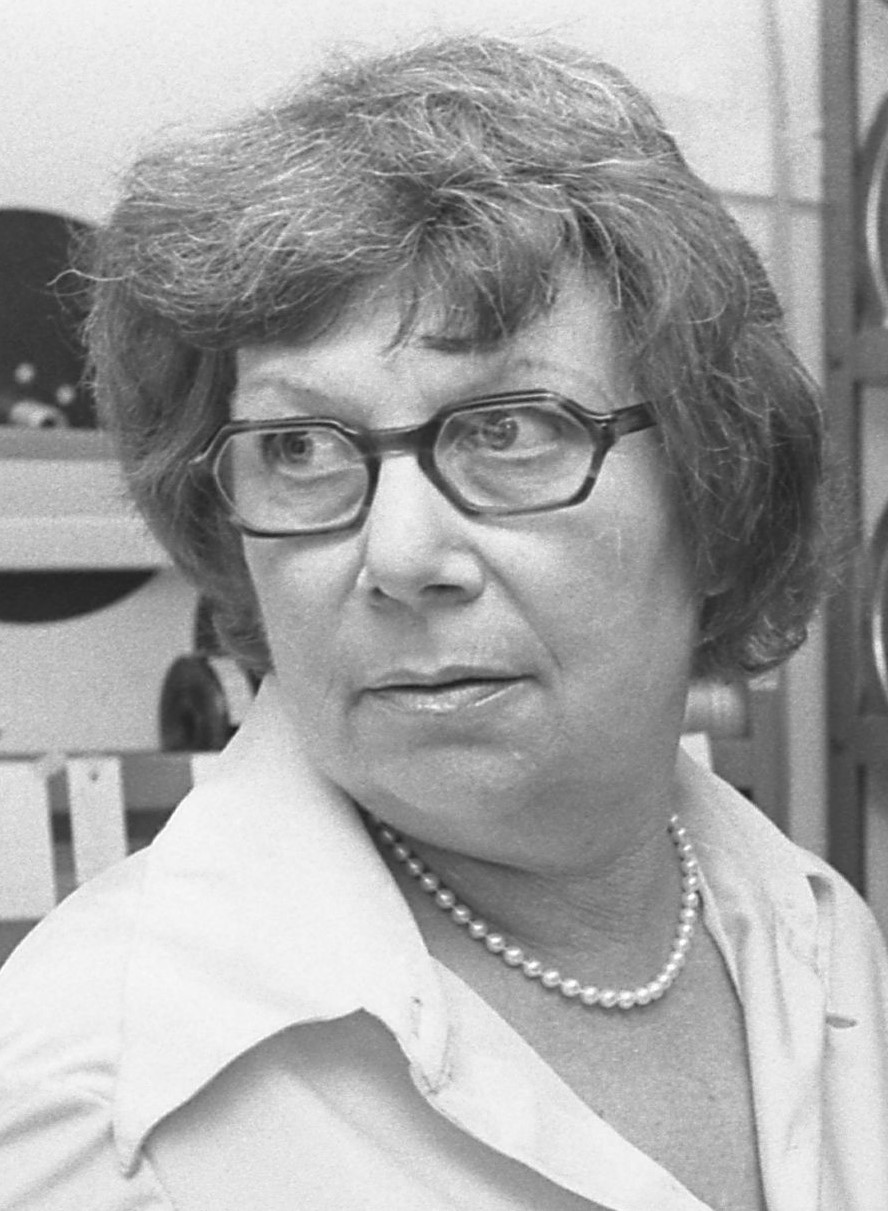
Verna Fields (1975)

Verna Fields (* 21. März 1918 in St. Louis, Missouri als Verna Hellman; † 30. November 1982 in Encino, Los Angeles) war eine US-amerikanische Filmeditorin.

## Leben
Die Tochter des Drehbuchautors Sam Hellman begann während der 1940er-Jahre als Schnittassistentin ihre Arbeit in Hollywood. Dort lernte sie den Filmeditor Sam Fields kennen. Nachdem die beiden kurz darauf geheiratet hatten, gab Verna Fields ihren Job auf. Nach dem Tod ihres Mannes im Jahr 1954 nahm sie ihre Arbeit als Editorin wieder auf.
Zunächst arbeitete sie beim Fernsehen für Serien wie Death Valley Days, Sky King und The Tom Ewell Show. Anfang der 1960er-Jahre unterrichtete Fields Filmschnitt an der University of California, Los Angeles und arbeitete wieder an Kinofilmen wie El Cid (1961) von Anthony Mann, bei dem sie für den Tonschnitt zuständig war. Während der 1960er-Jahre arbeitete Fields an einigen Dokumentarfilmen für das Office of Economic Opportunity.
Ihre Rückkehr zum kommerziellen Film markiert Haskell Wexlers Medium cool von 1969. Es folgten Peter Bogdanovichs Komödien Is’ was, Doc? (1972) und Paper Moon (1973). Im gleichen Jahr war Fields für den Schnitt von George Lucas’ American Graffiti zuständig.
Für ihre Arbeit an American Graffiti wurde Fields 1974 für einen Oscar nominiert. Die Auszeichnung für den Besten Filmschnitt erhielt Fields zwei Jahre später für Steven Spielbergs Der weiße Hai. Mit Spielberg hatte Fields schon 1974 bei Sugarland Express zusammengearbeitet.

## Filmografie (Auswahl)
- 1960: Kein Stern geht verloren (Studs Lonigan)
- 1963: Der Balkon (The Balcony) (Tonschnitt)
- 1963: Kugeltanz nach Mitternacht (Cry of Battle)
- 1966: Country Boy
- 1966: Deathwatch
- 1967: Track of Thunder
- 1968: The Wild Racers
- 1969: Medium cool (Medium Cool)
- 1972: Is’ was, Doc? (What's Up, Doc?)
- 1973: American Graffiti (American Graffiti)
- 1973: Paper Moon
- 1974: Daisy Miller (Daisy Miller)
- 1974: Memory of Us
- 1974: Sugarland Express (The Sugarland Express)
- 1975: Der weiße Hai (Jaws)